# Parodia magnifica
Parodia magnifica  es una especie de cactus del género Parodia. Endémica de Rio Grande do Sul en Brasil, su cultivo se ha extendido por todo el mundo.

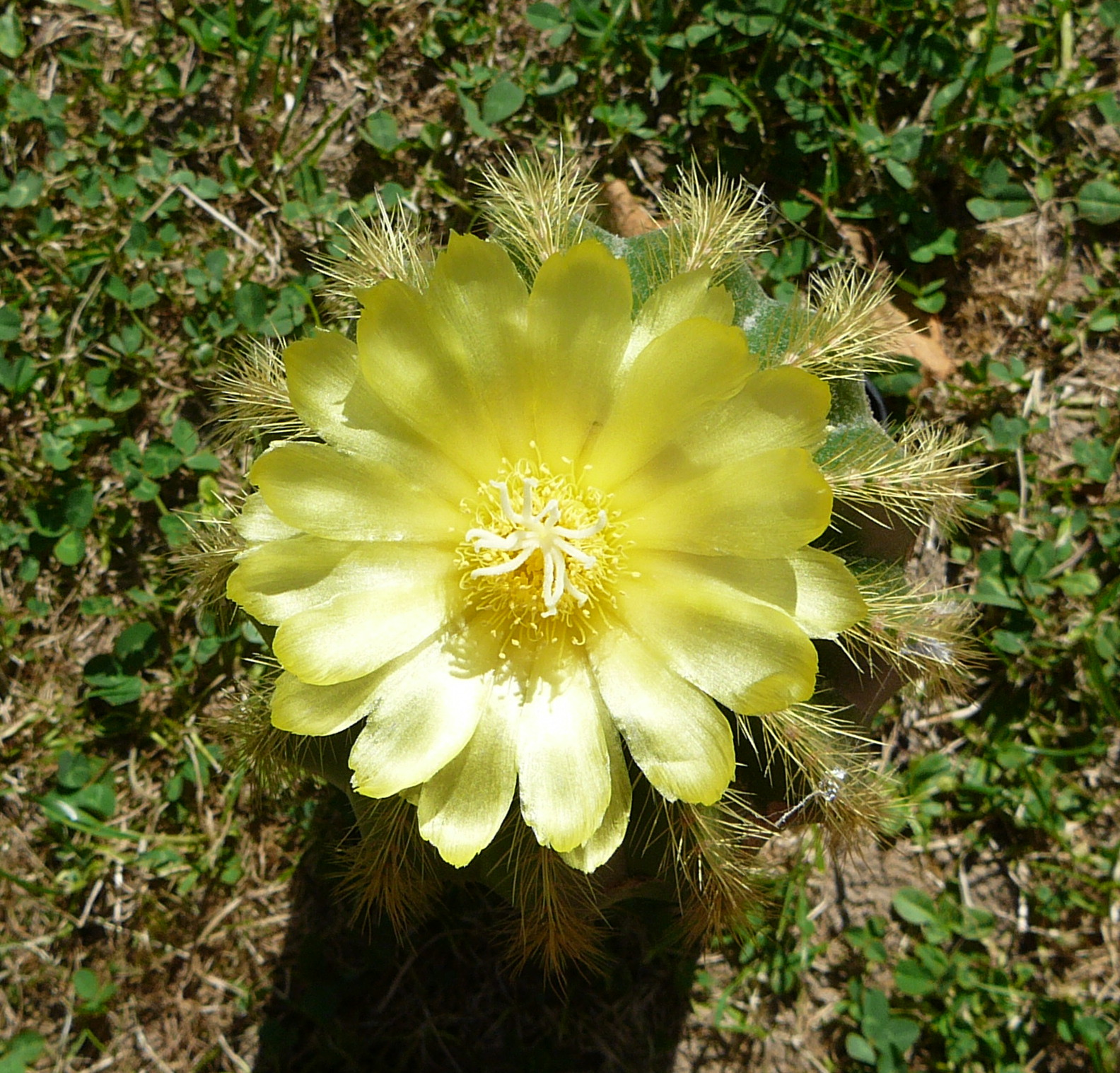
Detalle de la flor

## Características
Cuerpo globoso verde azulado con ápice algo hundido y cubierto de vellosidad blanquecina, puede alcanzar los 12 cm de diámetro. A medida que crece el porte llega a ser columnar formando apretados grupos de entre 60-90 cm de altura. Tiene entre 11 y 15 costillas paralelas de hasta 5 cm. Las espinas son de 12 a 15, de color amarillo y unos 2 cm de largo, sin espina central. Las flores, de color amarillo y unos 4 a 5 cm de diámetro, surgen en el ápice, produciendo posteriormente frutos esféricos de color rosado y 1 cm de diámetro que contienen multitud de pequeñas semillas.
Se reproduce fácilmente por semilla y esqueje.

## Taxonomía
Parodia magnifica fue descrita por (F.Ritter) F.H.Brandt y publicado en Kakt. Orchid. Rundschau 1982(4): 62. 1982.
Etimología
Parodia: nombre genérico que fue asignado en honor a Lorenzo Raimundo Parodi (1895-1966), botánico argentino.
magnifica: epíteto latino que significa "magnífica".
Sinonimia
- Eriocactus magnificus
- Notocactus magnificus[4]